# Juristischer Dienst der Europäischen Kommission
Der Juristische Dienst (SJ) ist eine Dienststelle der Europäischen Kommission und einer Generaldirektion gleichgestellt. Leiter des Dienstes ist seit 2020 Daniel Calleja y Crespo. Der Dienst ist in Brüssel angesiedelt.
Der SJ berät und vertritt die Kommission in Rechtsfragen, um sie bei der Verwirklichung ihrer politischen Ziele zu unterstützen.